# Professional Disc for Data

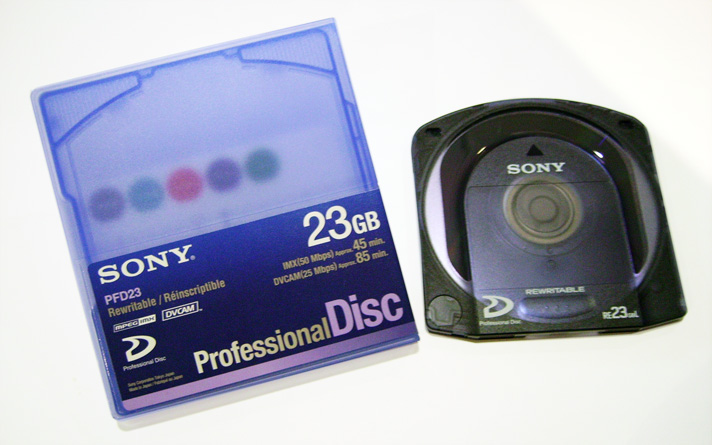
PDD Medium

Die Professional Disc for Data (PDD) ist eine Variante der Blu-ray Disc (BD) des Herstellers Sony, die speziell für professionelle Speicherlösungen in Unternehmen geschaffen wurde. Die PDD konnte sich nicht gegenüber der UDO durchsetzen, und die Weiterentwicklung sowie der Vertrieb wurden 2006 eingestellt; der Support der Geräte lief 2014 aus.

## Medium
Die Kapazität der einseitig beschreibbaren Datenträger soll über 23 GB betragen und liegt damit um ein Mehrfaches höher als bei einer herkömmlichen CD (Kapazität um 700 MB) oder DVD (Kapazität 4,37 oder 8,5 GB).
Das Verfahren zur Datenspeicherung nutzt die Phase-Change-Technik, bei welcher wie bei der PDD ein blauer Laser eingesetzt wird.
Die empfindliche, nur 0,1 mm dünne Datenträgerschutzschicht der Discs wird von einem luftdicht verschlossenen Caddy geschützt.

## Geschichte
Die ersten Versionen der dazugehörigen optischen Laufwerke kamen Mai 2004 zunächst in Japan auf den Markt.
Die PDD sollte es sowohl als WORM-Medium (Write Once Read Multiple times) wie auch als wiederbeschreibbares RW-Medium geben.
Die PDD basiert auf dem DVD-Nachfolger Blu-ray Disc und konkurriert mit der Ultra Density Optical (UDO). Aufgrund von Inkompatibilitäten mit bestehenden Backuplösungen, die auf der im Unternehmensbereich populären MOD basieren, konnte sich PDD aufgrund zu hoher Umrüstkosten nicht durchsetzen.
Die Entwicklung der PDD wurde von Sony Anfang 2006 eingestellt.